# Cerne Abbas Giant

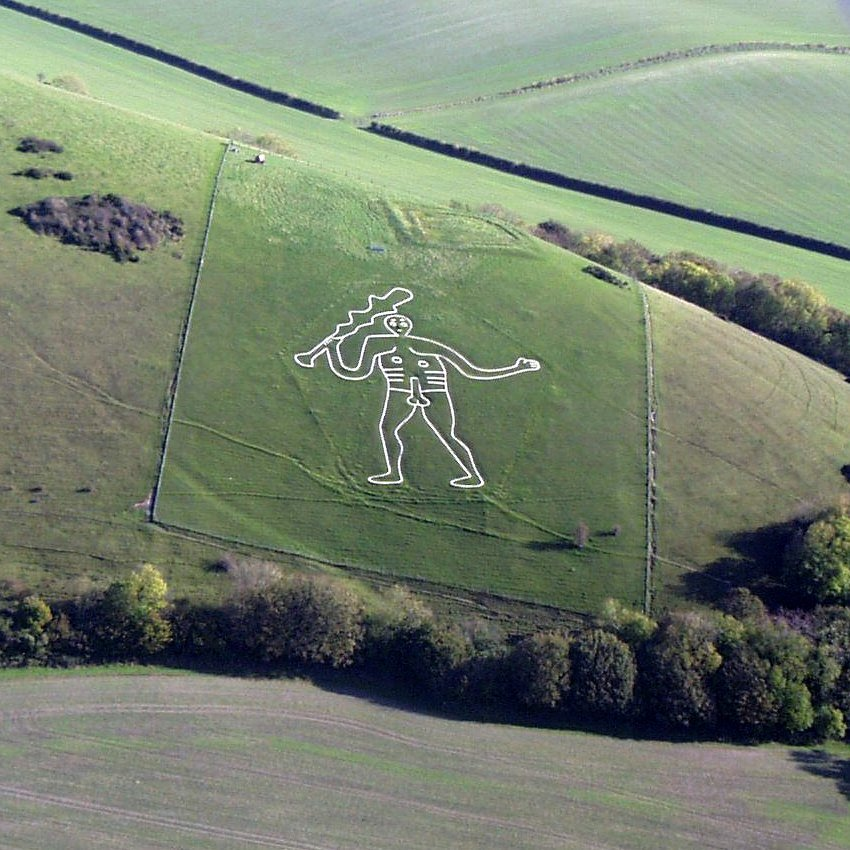
Luftbild, von Westen gesehen

Der Cerne Abbas Giant (deutsch Cerne-Abbas-Riese) ist ein Scharrbild auf einer Hügelseite bei Cerne Abbas nördlich von Dorchester in der südwestenglischen Grafschaft Dorset. 

## Gestalt

Skizze der Figur. Die gelbe Linie ist nicht mehr sichtbar.

Die Figur befindet sich auf einer großen eingezäunten Grasfläche. Ihre 60 cm breiten Umrisslinien sind als Gräben in die Grasnarbe gezogen und mit Kalkschotter ausgestreut.
Der Riese selbst ist 55 Meter groß und hält eine lange Keule über dem Kopf in der rechten Hand, die die Höhe des gesamten Bildes nochmals um 11 Meter vergrößert. Der rechte Arm ist angewinkelt, der linke etwas weiter ausgestreckt. Unter dem linken Unterarm der Figur, vom Ellbogen bis zum Handgelenk, war einst eine Fläche eingezeichnet, die heute nicht mehr sichtbar ist. Die Beine sind zum Gehen geöffnet, die Füße weisen beide nach rechts.
Innerhalb des Umrisses fällt vor allem der über 7 Meter lange Phallus ins Auge, der angesichts seiner immensen Größe als ithyphallisches Glied gilt. Außerdem sind Brustwarzen, Brustmuskeln und drei Rippen dargestellt. Der Kopf ist proportional sehr klein, im Gesicht sind Augenbrauen, Augenlöcher und ein schmaler Mund zu sehen.

## Herkunft
Über das Alter des Riesen wird seit längerem wissenschaftlich diskutiert. Nach neuesten Erkenntnissen stammt er aus der späten angelsächsischen Periode, die von  410 bis 1066 n. Chr. dauerte.
Die erste schriftliche Erwähnung findet sich im Jahr 1694, als die Aufzeichnungen eines Kirchenvorstehers die Instandsetzung „of ye Giant“ vermerkten. John Hutchins’ History of Dorset von 1774 gibt an, der Riese sei erst in Lord Holles’ Zeit gegraben worden, also zwischen 1641 und 1666.
Auch die Kelten wurden als Urheber vermutet. Immerhin sprach die Thermolumineszenzdatierung im Falle des White Horse Hill für eine prähistorische Entstehung. Der irische Gott Dagda sowie der gallische Donnergott Taranis hatten eine Keule. Auch Thor wird in dem Riesen gesehen. Eine andere Theorie vermutet, der Riese sei Herkules, geschaffen in römischer Zeit um 200. Die einstige Fläche unter seinem linken Arm wäre dann als Fell des Kithäronischen Löwen ausgemacht. 
Gegen diese Annahmen spricht allerdings, dass der Riese in Schriften vor 1694 keine Erwähnung findet, im Gegensatz zu anderen mutmaßlich prähistorischen Scharrbildern wie dem Uffington White Horse. Die monumentale Kreideintarsie mit dem ithyphallischen Glied könnte eine Hommage an den englischen König Wilhelm III. von Oranien sein, der als naturwüchsiger Halbgott gefeiert wird; oder eine Karikatur auf Oliver Cromwell darstellen, der sich selbst als nackter Herkules maßlos überschätzt. 
Im Juli 2020 wurden Vorberichte zu einer Auswertung von Bodenproben veröffentlicht, die aus den Füßen und Ellenbogen des Riesen entnommen wurden. In den Proben wurden Überreste der Schneckenart Cernuella virgata gefunden, die erst im 13. oder 14. Jahrhundert nach England eingeschleppt wurde. Dies wurde so interpretiert, dass es sich bei dem Scharrbild um ein Werk des Spätmittelalters oder der Frühen Neuzeit handelt.
Weitere Untersuchungen mittels optisch stimulierter Lumineszenz wurden 2020 an den untersten Schichten des Scharrbildes durchgeführt. Die Ergebnisse, die im April 2021 veröffentlicht wurden, deuten auf eine Entstehungszeit zwischen 700 und 1100 n. Chr. hin. Dass das auffallende Scharrbild bis 1694 nicht urkundlich erwähnt wird, führt der Archäologe Martin Papworth in einer Arbeitshypothese darauf zurück, dass es nach seiner ersten Anlegung aus unbekannten Grunden vernachlässigt wurde und bis zur Wiederherstellung 1694 in Vergessenheit geriet.
Eine im Januar 2024 in Speculum veröffentlichte Studie stützt die These, dass es sich um eine frühmittelalterliche Herkulesdarstellung handelt. Dazu wurden unter anderem neueste Grabungsergebnisse an der Figur analysiert und mit anderen mittelalterlichen Herkulesdarstellungen verglichen. Er diente als Sammelplatz für die westsächsischen Armeen, als die Grafschaft Dorset von den Wikingern angegriffen wurde.

## Pflege
Damit die Linien nicht zuwachsen, ist etwa alle 10 Jahre eine Restaurierung erforderlich; die letzte fand im August und September 2019 statt. Aus dem 18. Jahrhundert ist sogar ein Erneuerungszyklus von 7 Jahren überliefert. 
Im Laufe der Zeit kann es zu Veränderungen gekommen sein, beispielsweise zeigt der Phallus Spuren einer Vergrößerung. Möglicherweise erlangte der Phallus seine heutige Größe erst durch Zusammenführung mit dem (wie auf älteren Zeichnungen erkennbar) ursprünglich separat dargestellten Bauchnabel.

## Rituale
Im modernen Volksglauben ist der Riese ein Fruchtbarkeitsbringer. 1922 schrieb J. S. Udal, in Dorsetshire Folk-Lore, Paare sollten sich auf dem Phallus lieben, auf dass sich ihr Kinderwunsch erfülle. H. S. L. Dewar notierte 1968, dass Frauen den Riesen abliefen, in der Hoffnung, so einen Partner zu finden, Treue zu beschwören oder Kinder bekommen zu können. Wicca-Anhänger veranstalten beim Riesen regelmäßig Fruchtbarkeitsrituale und Beltane-Feiern.

## Bildergalerie

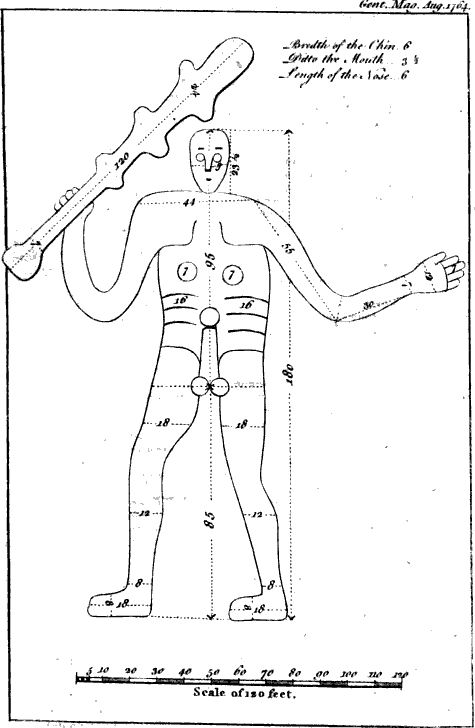
Zeichnung aus dem Jahr 1794 mit Maßen (in Fuß)
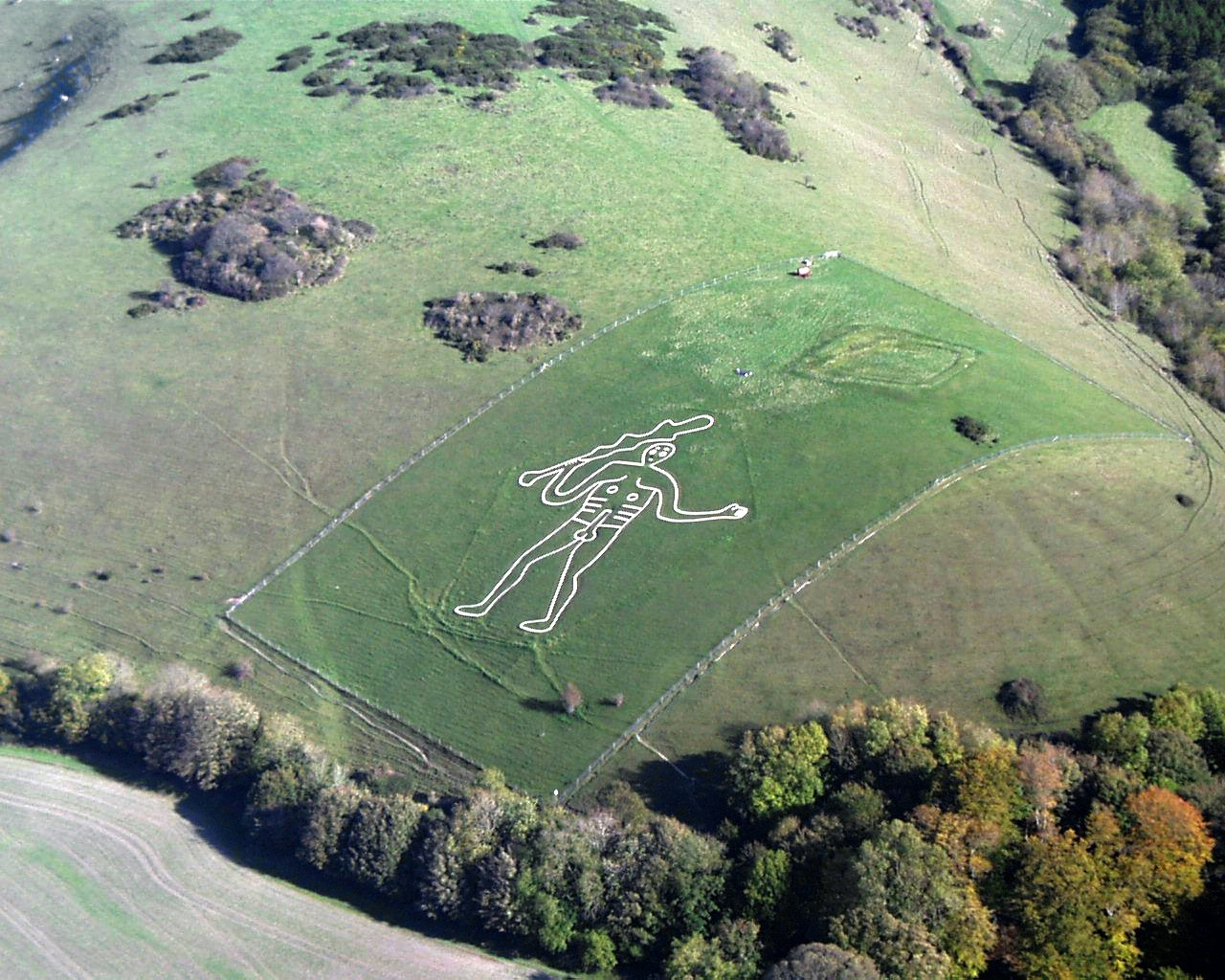
Luftbild von Südwesten
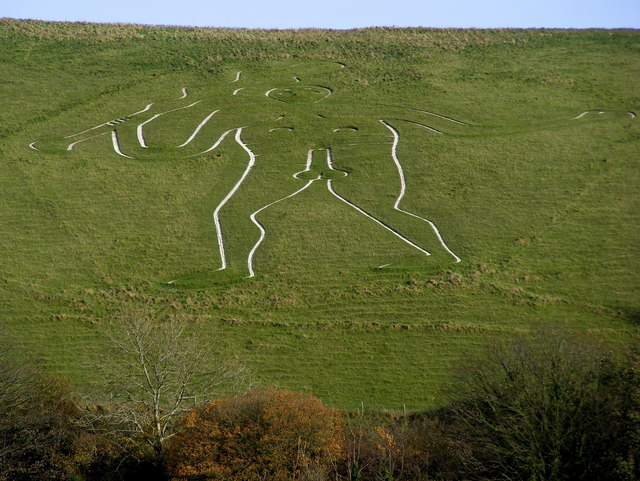
Anblick vom Erdboden
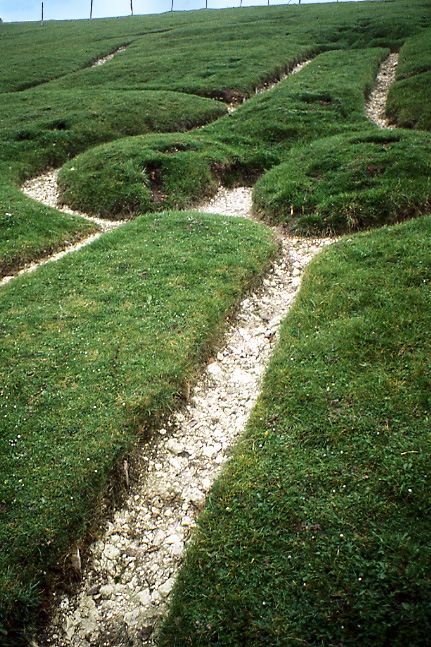
Nahaufnahme des linken Schrittbereichs mit Phallus, 2005
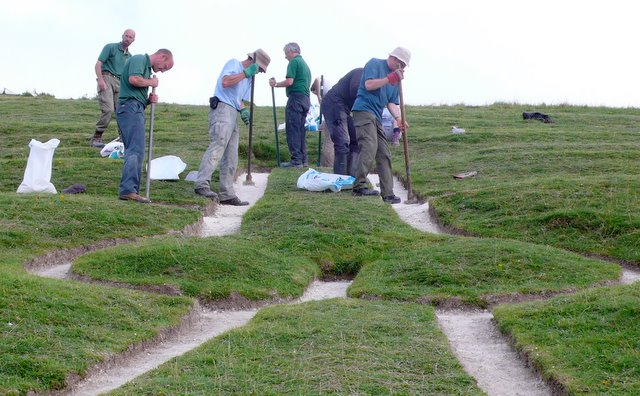
Restaurierung 2008, ebenfalls im Schritt. Der alte Kies wurde bereits entnommen, frischer Kies wird eingebracht.